# Metynnis orinocensis
Metynnis orinocensis är en fiskart som först beskrevs av Steindachner, 1908.  Metynnis orinocensis ingår i släktet Metynnis och familjen Characidae. Inga underarter finns listade i Catalogue of Life.